# Juan Laso de la Vega
Juan Laso de la Vega (falecido em dezembro de 1516) foi um prelado católico romano que serviu como bispo auxiliar de Sevilha (1506–1516).

## Biografia
Natural de Marchena, Juan Laso de la Vega foi ordenado sacerdote na Ordem de Santo Agostinho. Em 1506, foi nomeado durante o papado do Papa Júlio II como Bispo Auxiliar de Sevilha e Bispo Titular de Filadélfia na Arábia. Foi consagrado bispo no mesmo ano. Serviu como Bispo Auxiliar de Sevilha até à sua morte em dezembro de 1516.